# 数理语言学
数理语言学（Mathematical linguistics）又稱數學語言學，是运用数学的理论和方法来研究和说明语言的一门语言学分支学科。

## 分支学科

### 按照数学方法分类
数理语言学按照运用的数学方法可以分为：
- 组合语言学（又称为非数值语言学或质量语言学）：主要运用数学中的集论、数理逻辑、算法等研究语言
- 定量语言学或数值语言学或数量语言学：主要运用统计学、概率论、信息论、数理分析等研究语言

### 按照研究领域分类
数理语言学按照研究领域的不同可以分为：统计语言学、代数语言学、模糊语言学。

#### 统计语言学
统计语言学主要对语言进行统计研究，以及对语言行为的概率模式研究。包括对语言结构和语言单位，语言变化和语言差异等方面的统计研究。
统计语言学对字母、字、词的频率统计对于语言信息的计算机化处理非常有帮助，此外还可以用于辞书编纂方面对字词的检索设计。此外，统计语言学还常用于对作家语言的研究，通过对其作品中字词的统计，可以比较准确的测定常用的修辞手法、语言风格等。

#### 代数语言学
代数语言学又称做形式语言学，主要研究如何对语言的形式结构进行严格的数学描述，并据此创立形式化的普遍语法。认为语言拥有一种递归机制和生成功能。也就是说有限的语言单位和规则可以生成无限的句子，并用数学的方法将之公式化，创建普遍语法的数学模型。
代数语言学对计算语言学，机器翻译、语言信息处理学、计算机科学都有很大的贡献。但是代数语言学对语言结构、语言系统、语言本质的研究是不擅长的。

#### 模糊语言学
模糊语言学是用模糊数学的方法来研究语言的。